# Газово-възвратен механизъм
Газово-възвратното действие при огнестрелните оръжия представлява употребата на част от барутните газовет  за презареждане. След удара на иглата при натискане на спусъка, барутът се запалва и горящите газове изтласкват куршума през цевта на която има малко отверстие в последната третина  към газово-възвратна камера. Газовете изтласкват куршума, но малка част от тях влиза в тръбичката и обикновено изтласква бутало, прикрепено за затвора (при някои оръжия като М16 газовете действат директно на затвора, като по-този начин се постига малко по-бърза стрелба, но оръжието се замърсява бързо) и по-този начин затворът издърпва гилзата и я изхвърля. След това пружината връща затворът напред, зареждайки нов патрон. Този механизъм се използва в полуавтоматични и автоматични оръжия. Повечето съвременни щурмови винтовки използват газово-възвратния принцип.